# Броса, Антонио
Антонио Броса (исп. Antonio Brosa, кат. Antoni Brosa i Vives; 27 июня 1894, Ла Канонха, комарка Таррагонес — 23 марта 1979, Барселона) — испанско-британский скрипач.

## Биография
Сын дирижёра духового оркестра. Начал учиться музыке с четырёх лет в городе Реус, затем продолжил занятия в Барселоне у Энрика Эно в Академии Эно. В 10 лет впервые выступил в Барселоне, исполнив концерт для скрипки с оркестром Иоганнеса Брамса. Успех этого выступления предопределил желание городских властей финансировать обучение талантливого юного музыканта за границей, и Броса отправился в Брюссельскую консерваторию, где стал учеником Матьё Крикбома. С началом Первой мировой войны бежал из Бельгии в Великобританию, где и провёл большую часть карьеры.
В 1924—1938 годах руководил струнным квартетом, завоевавшим международную известность. В частности, исполнил с ним в 1931 году в Вашингтоне премьеру Первого струнного квартета Сергея Прокофьева. Выступал с пианистками Матильдой Верн (1924—1927) и Кэтлин Лонг (1948—1966). Сотрудничал со многими британскими композиторами, некоторое время был дружен с Бенджамином Бриттеном, который консультировался с ним при работе над своим скрипичным концертом — Броса стал его первым исполнителем в 1940 году в Нью-Йорке.
Преподавал в Королевском колледже музыки.